# Байона, Хуан Антонио

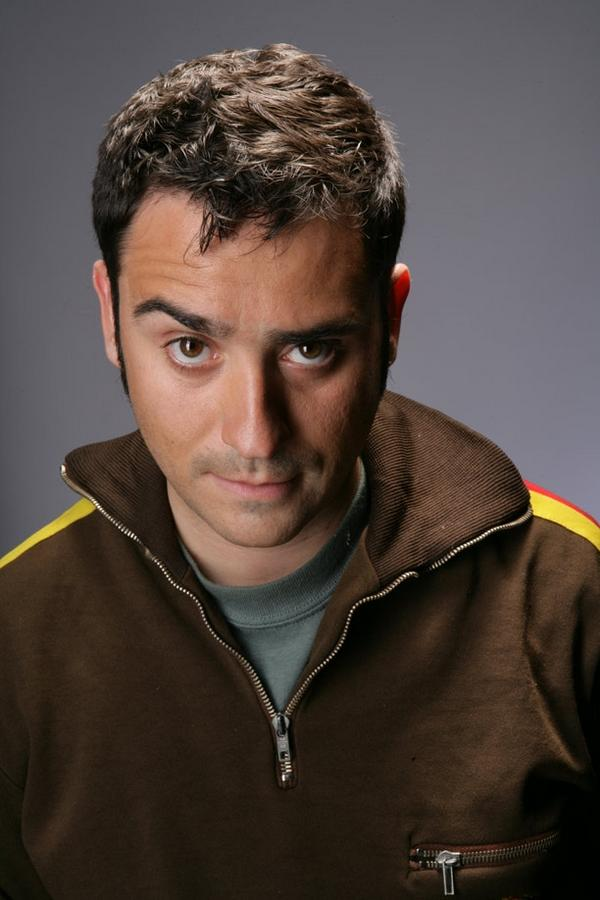
Байона в 2012 году

Хуа́н Анто́нио Байо́на (исп. Juan Antonio Bayona; род. 9 мая 1975 , Барселона) — испанский режиссёр, сценарист и продюсер. Двукратный лауреат премии «Гойя» за лучшую режиссуру (2013, 2017).

## Биография
Хуан Антонио Байона начинал как режиссёр рекламных роликов и музыкальных клипов. В 1999 году снял короткометражный фильм «Мои каникулы», в 2002 году — «Человек-губка». В 2006 году Байона снял свой первый полнометражный фильм «Приют», продюсером которого выступил его друг Гильермо дель Торо. Эта работа была выбрана в качестве испанской заявки на премию «Оскар» 2007 года в номинации Лучший фильм на иностранном языке. В 2010 году Байона начал снимать фильм «Невозможное» о землетрясении в Индийском океане с участием Наоми Уоттс и Юэна Макгрегора, который вышел в 2012 году и принёс Байоне премию «Гойя» за лучшую режиссуру.

## Фильмография

### Режиссёр
- 1999: Мои каникулы / Mis Vacaciones
- 2001: Diminutos del calvario
- 2002: Человек-губка / El Hombre Esponja
- 2004: Сонорама / Sonorama
- 2004: 10 лет с Камелой / 10 años con Camela
- 2005: Мы бросили жребий / Lo echamos a suertes
- 2005: Тьерра-де-Хевиа / Tierra de Hevia
- 2007: Приют / El orfanato
- 2008: Несчастье в 3D / La Desgracia en 3D
- 2012: Невозможное / The Impossible (Lo imposible)
- 2014: Страшные сказки / Penny Dreadful (эпизоды «Компания на ночь» и «Сеанс»)
- 2016: Голос монстра / A Monster Calls
- 2018: Мир юрского периода 2 / Jurassic World: Fallen Kingdom
- 2021: Властелин колец / The Lord of the Rings (2 эпизода)
- 2023: Общество снега

### Продюсер
- 2002: Человек-губка / El Hombre Esponja

### Сценарист
- 1999: Мои каникулы / Mis Vacaciones
- 2002: Человек-губка / El Hombre Esponja
- 2008: Несчастье в 3D / La Desgracia en 3D